# Palazzi di Isernia

## Palazzo D'Avalos-Laurelli (detto 'il Palazzotto')

Palazzo D'Avalos-Laurelli

Fu edificato nel 1694 ad opera del principe Diego I d'Avalos, discendente della famiglia dei d'Avalos, originari della Spagna e venuti in Italia con Alfonso I d'Aragona. All'inizio dell'Ottocento venne devastato da due terremoti e fu successivamente restaurato da Don Onofrio Laurelli. Esso è sito in piazza Trento e Trieste, che una volta era una delle piazze principali della città, ed è stato sede di uffici molto rappresentativi. Ingloba, inoltre, una delle torri medioevali presenti nella città che si presume facciano parte di un antico castello longobardo ormai scomparso.

## Palazzo San Francesco
Il Palazzo di San Francesco, adiacente alla Chiesa omonima, è sede del Municipio della città. L'intero complesso (palazzo con annessa la chiesa) fu fatto costruire nel 1222 da Francesco d'Assisi. L'attuale palazzo era allora il Monastero dei Padri Conventuali ed ospitò i frati fino al 1809. L'antico monastero fu soppresso in età murattiana per fare posto alla sede del comune e fu restaurato in modo altamente funzionale dopo i danni prodotti dal terremoto del 1980. Il palazzo è anche sede di attività culturali ed artistiche (con una sala dedicata al pittore locale Domenico Raucci). La struttura è caratterizzata da un ampio cortile interno in cui sono presenti molti archi e pilastri in pietra locale.

## Palazzo De Lellis-Petrecca
Situato in piazza Marconi, di fronte al Palazzo Civico e alla chiesa duecentesca di san Francesco, risale circa alla metà del Settecento. È un'opera di Carlo Vanvitelli e fu fatto costruire su ordine di Ferdinando II di Borbone. È presente infatti un simbolo borbonico sulla facciata principale.
Esso è impiantato su una "Domus" romana, affacciato su Corso Marcelli (che coincide con l'antico decumano maggiore della colonia Latina di Aesernia).
In questo edificio ha sempre abitato la nobile famiglia De Lellis fino al 1860 quando, in seguito alla rivolta di Isernia, tutta la famiglia, che parteggiava per i Borboni, fu costretta a fuggire a Roma.
Attualmente il palazzo è stato interamente riacquistato dalla famiglia Petrecca, che ha provveduto ad un magistrale restauro.

## Palazzo Jadopi
Il Palazzo Jadopi si trova in piazza Carducci, nei pressi di piazza Celestino V. Esso risale al XVIII secolo e fu teatro di un evento molto particolare durante l'unità d'Italia. Nel 1860, infatti, Stefano Jadopi, che faceva parte del parlamento napoletano, si dimise da questa carica per far parte del comitato di accoglienza del nuovo re d'Italia Vittorio Emanuele. Coloro che si opponevano al nuovo sovrano decisero così di tendere un agguato a Stefano Jadopi, ma per sbaglio aggredirono il figlio che perse un occhio. Questo accaduto suscitò scandalo in Italia, perciò il re inviò così alcuni garibaldini nella città per rimettere a posto le cose. I garibaldini furono sopraffatti dalle truppe dei borboni; questi li costrinsero ad una ritirata all'interno del Palazzo, che fu poi incendiato. Le teste dei 7 garibaldini uccisi furono così appese ai balconi del palazzo.
La leggenda popolare vuole che nel palazzo sia ancora presente il fantasma di uno dei garibaldini che trovarono la morte all'interno di esso.
Il palazzo è ancora sede di lavori di ristrutturazione.

## Palazzo Pecori-Veneziale
Il palazzo, uno dei più belli della città, fu costruito nel XVIII secolo dal marchese Pecori lungo la rampa Mazzini, traendo spunto per la sua costruzione da un palazzo fiorentino dell'epoca. La famiglia Pecori, infatti era una famiglia di Marchesi di origine fiorentina ed ora estinta, insediatasi ad Isernia nel XVII secolo.
Il palazzo, distrutto dal terremoto del 1805, è stato restaurato e consolidato recentemente dopo i danni causati dal terremoto del 1984.
L'edificio, in pietra, rappresenta l'architettura nobiliare di Isernia ed è ancora oggi in perfette condizioni.

## Palazzo Marinelli-Perpetua
Il Palazzo Marinelli-Perpetua si trova all'angolo tra Piazza Celestino V e l'imbocco di corso Marcelli. Le finestre dei suoi quattro piani, allineate agli archi delle botteghe del piano terra, sono incorniciate da sottili lesene.

## Palazzo Milano
È un edificio di quattro piani in via Mazzini, di fronte al palazzo dell'Università e vicino alla Cattedrale.

## Palazzo Orlando
Il palazzo Orlando è situato nella zona nuova della città, adiacente alla villa comunale. È stato sede della segreteria studenti dell'Università degli Studi del Molise e dei corsi di laurea di Scienze Politiche e Relazioni Internazionali (Triennale) e Scienze della Politiche e dell'Amministrazione (Magistrale).

## Palazzo Cimorelli
Come il palazzo Pecori, anche il palazzo Cimorelli si trova in via Mazzini, ma di fronte ad esso. È presente un grazioso giardino sul retro del palazzo che arriva fino a via Roma, con un bel panorama. Il palazzo Cimorelli si trova dove forse si trovava l'accesso del castello longobardo, esso ingloba infatti, come il palazzo d'Avalos-Laurelli, una delle torri dello stesso.
Il 23 ottobre 1860 il palazzo ospitò per una notte Vittorio Emanuele II in viaggio per recarsi a Teano.

## Palazzo Vescovile
In piazza Andrea d'Isernia, accanto alla Cattedrale, sorge, recentemente restaurato, il Palazzo Vescovile. Fu distrutto nei bombardamenti del 1943 ed in seguito ricostruito. Degni di nota sono il balcone barocco con lo stemma vescovile sulla facciata, nonché i resti di epoca romana ed alto medievale ritrovati nel cortile interno.

## Palazzo Pansini-Clemente
Il palazzo è situato in corso Marcelli (il corso principale del centro storico) e fu edificato tra la fine dell'Ottocento e gli inizi del Novecento. Esso sorge sulle rovine della chiesa dell'Annunziata, andata distrutta. La chiesa risaliva al Quattrocento, edificata sul posto in cui sorgeva l'antica abitazione di Andrea d'Isernia, a cui era annessa anche una cappella di famiglia. La cappella con annesse le case circostanti furono donate dai discendenti di Andrea d'Isernia alla città con lo scopo di crearvi un ospizio per i poveri. Prima dell'edificazione del palazzo, il complesso fu utilizzato come carcere.
Della vecchia Chiesa sono conservati ancora due magnifici affreschi.

## Palazzo dell'Università
Recentemente restaurato, da qualche anno ospita la sede di Isernia dell'Università degli Studi del Molise, la triennale in Lettere e Beni Culturali, la triennale in Scienze della Politica e dell'Amministrazione e la magistrale Scienze Politiche e delle Istituzioni Europee . A beneficio dell'Università e per svariate attività culturali, al suo interno è stato costruito un moderno auditorium, aula magna della facoltà e sede di concerti e di convegni internazionali. All'esterno presenta una pulita facciata a due piani, decorata da un cornicione bianco. Fu costruito sulle rovine dell'antica chiesa di San Paolo (che svolse le sue funzioni fino al Settecento), collegata alla cattedrale dall'Arco di San Pietro. La chiesa di San Paolo fu edificata sui resti di edifici di età romana, allo stato attuale delle conoscenze, non è possibile asserire di che strutture archeologiche si tratti, certamente edifici pubblici legati all'antica colonia latina di Aesernia, dedotta nel 263 a.C. Notizie certe del palazzo si hanno a partire dal XIV secolo quando sui ruderi dell'antica chiesa fu costruita la casa dei baroni Castagna che fu poi trasformata dapprima in seminario diocesano, quindi in convitto vescovile.
È sede della biblioteca dell'ateneo dell'Università degli Studi del Molise.

## Palazzo Mancini-Belfiore
Il Palazzo Mancini-Belfiore è l'unica traccia, insieme alla Cattedrale (proprio di fronte ad esso), della situazione urbanistica prima del bombardamento del 1943. Costruito nella zona forense dell'antica colonia romana, l'edificio è sviluppato su tre livelli ed è decorato con capitelli in stile ionico; a terra sono presenti vari portali ad arco ribassato, che danno accesso ai locali commerciali.